# 훼미리마트
훼미리마트(일본어: ファミリーマート 화미리마토[*], 영어: FamilyMart 패밀리마트[*])는 일본의 편의점 브랜드이다.

## 개요
1973년 세이부 철도 계열사인 세이유 그룹의 소규모 점포로 출발했다. 그 후 편의점 체인인 훼미리마트로 개칭되었고, 1981년 주식회사 훼미리마트가 설립되었고, 그 후 도쿄 증권거래소에도 상장되었다. 세이유 그룹의 실적 부진으로 주식회사 훼미리마트는 세이유 그룹에서 분리되어, 이토추 상사가 최대 주주가 되었다. 2010년 3월에 AM/PM 재팬을 흡수합병했다. 2011년 10월 당시, 일본 전역에 8,649개의 점포가 있었다. 2016년 9월 동업계 유니 그룹을 흡수 합병하여, 현재 일본에서 세븐일레븐 다음 가는 업계 2위의 편의점 체인으로 올라섰다.

## 해외 진출
중국, 태국, 타이완, 베트남, 미국 등에 현지 기업과 합작 형태로 진출해 있다. 해외에서는 대한민국에 가장 점포가 많았으나 2012년 철수하면서 현재는 일본이 가장 점포가 많다.

### 대한민국
1990년 1월 보광과 제휴하여 서울특별시 송파구 가락동에 첫 점포를 개설했다. 1994년에 보광에서 분리된 보광훼미리마트에서 운영하였으며, 이후 급성장하여 대한민국 최대의 편의점 체인이 되었다. 2000년대 중반에 이미 국내 편의점 중 유일하게 전국 260여 시, 군, 구 등에 점포를 개설한 바 있다.
조선민주주의인민공화국의 금강산관광지구를 방문하는 대한민국 소비자들을 위해 이 곳들에도 점포를 개설하였으나 조선민주주의인민공화국 당국이 2011년 8월 22일을 기해 대한민국 측이 소유하고 있던 금강산관광지구 관련 자산을 몰수·동결하는 조치를 시행하면서 금강산관광지구 점포의 운영이 중지되었다. 개성공업지구의 경우에는 3개 점포가 운영되었지만 2016년 2월 10일에 대한민국 정부가 개성공업지구 폐쇄 조치를 시행하면서 2016년 2월 11일을 기해 모두 폐점했다.
2012년 5월 말 기준으로 대한민국에 위치한 훼미리마트 운영 점포 수는 7,271개에 달했다. 2012년 6월 보광훼미리마트에서 BGF리테일로 사명을 변경하고 2012년 8월 1일부터 점포명을 CU로 변경하였다. 2014년 3월 한국 시장에서 철수했다.

### 타이완
1988년 진출했으며, 2,500여개의 점포가 있다. 타이완에서는 '취안자'(全家, '취안자볜리상뎬'(全家便利商店)의 약칭)라고 한다.

### 미국
2004년 법인을 설립하고 2005년 점포를 개설했다. 'Famima!!'(파미마!!) 라는 이름으로 일본식 편의점을 콘셉트로 하여 시험적으로 캘리포니아주 로스앤젤레스 일대에 10여 개의 점포를 개설한 상태다. 하지만 세븐일레븐에 밀려서 점차 쇠퇴해지자 일부 매장이 폐업되면서 극소수의 매장만 운영하였다. 이후 그마저도 폐업을 시작으로 이후 2015년 말까지 철수하겠다고 발표되어 'Famima!!' 브랜드는 역사 속으로 사라졌다.

## 갤러리

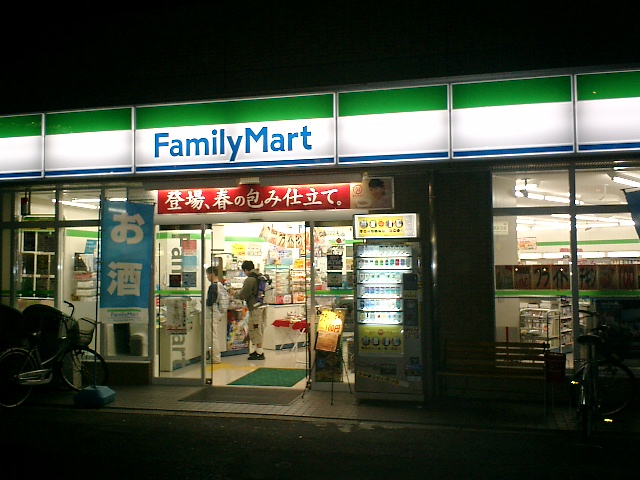
훼미리마트 점포(일본 오사카부 오사카시)
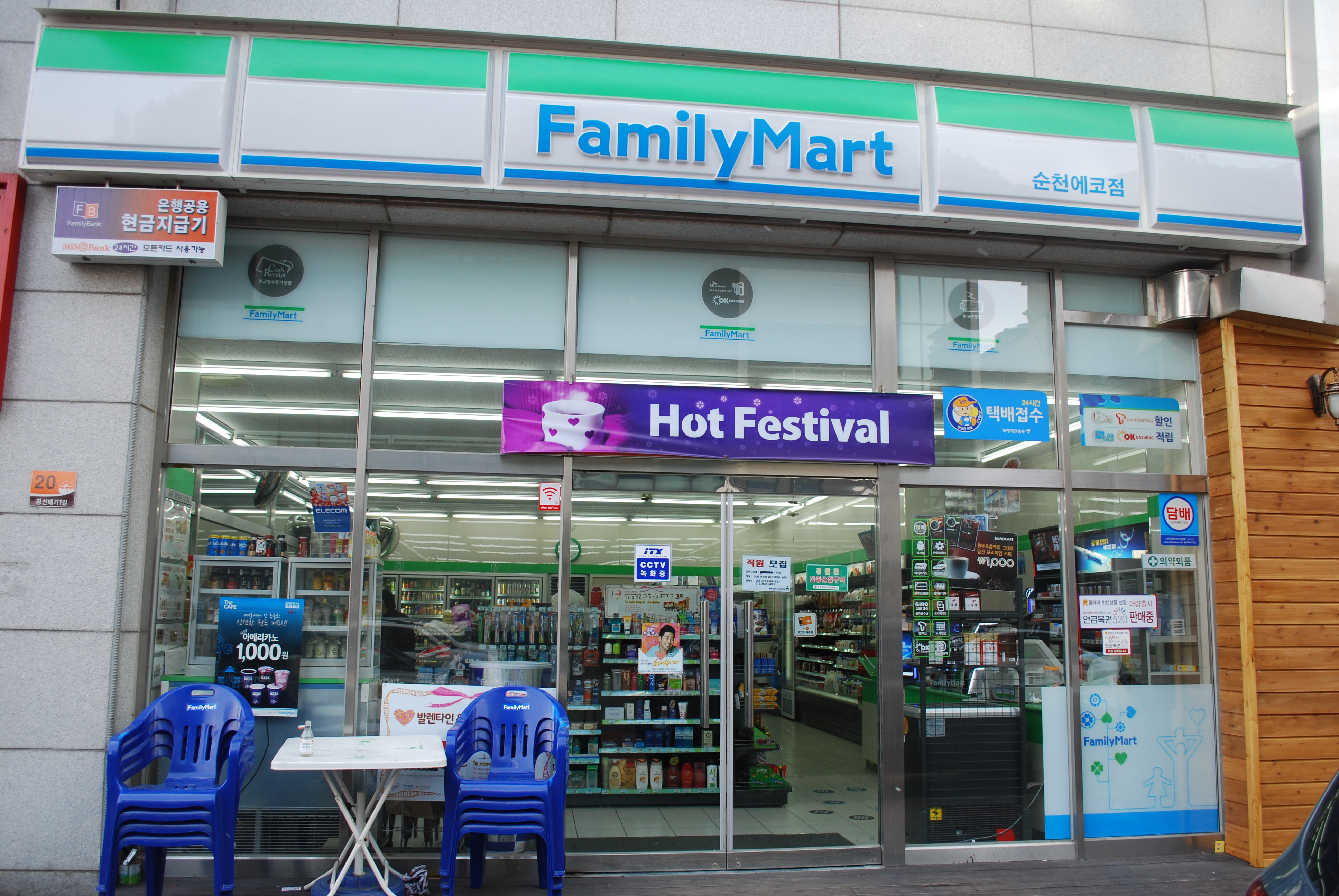
대한민국 순천시에 있던 훼미리마트 점포
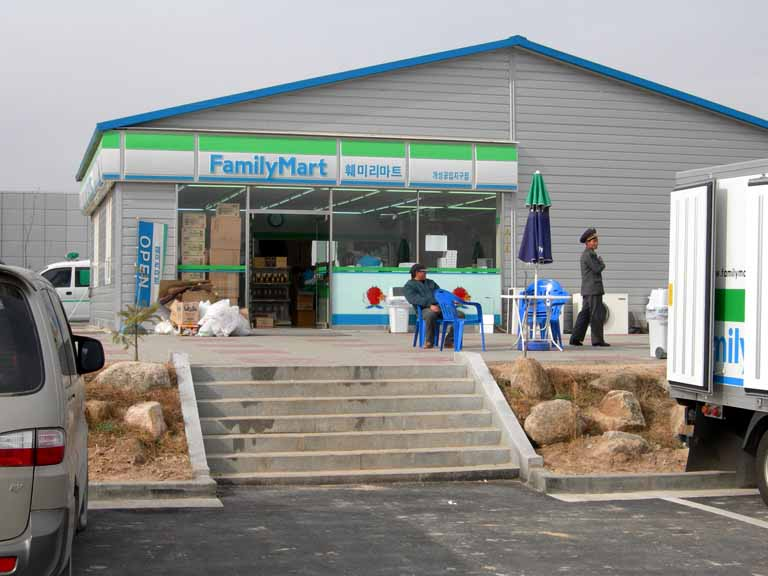
조선민주주의인민공화국 개성공업지구에 있던 훼미리마트 점포

## 같이 보기
- CU